# Hypo-Alpe-Adria Bank Banja Luka
Hypo-Alpe-Adria Bank Banja Luka (code BLSE : BLKB-O-A) est une banque bosnienne qui a son siège social à Banja Luka, la capitale de la république serbe de Bosnie. Elle fait partie des compagnies financières qui constituent la Bourse de Banja Luka et est une filiale de l'Hypo Group Alpe Adria.
Le nom de la banque se réfère à sa zone d'activité première, les Alpes dinariques (Alpe) et le secteur de la mer Adriatique (Adria).

## Histoire
La banque qui porte aujourd'hui le nom de Hypo-Alpe-Adria Bank Banja Luka s'appelait à l'origine Kristal banka ; elle est entrée dans l'Hypo Group Alpe Adria le 24 juillet 2003.

## Activités
Hypo-Alpe-Adria Bank Banja Luka propose des services financiers aux particuliers et aux entreprises : comptes courants, chéquiers, cartes de paiement, épargne, crédits à court et long terme, ainsi que des services de banque en ligne, etc. Elle assure également des fonctions de courtage par l'intermédiaire de son département Hypo Broker. La banque opère à travers tout un réseau de bureaux locaux.